# 布列塔尼地区拉梅耶赖
布列塔尼地区拉梅耶赖（法語：La Meilleraye-de-Bretagne，法語發音：[la mɛjʁɛ də bʁətaɲ]）是法国大西洋卢瓦尔省的一个市镇，位于该省东北部，属于沙托布里扬-昂斯尼区。

## 地理
布列塔尼地区拉梅耶赖（47°33'35"N, 1°24'5"W）面积27.63 平方千米，位于法国卢瓦尔河地区大区大西洋卢瓦尔省，该省份为法国西北部沿海省份，位于布列塔尼半岛东南部，北起伊勒-维莱讷省，西北接莫尔比昂省，西临大西洋，南至旺代省，东临曼恩-卢瓦尔省。
与布列塔尼地区拉梅耶赖接壤的市镇（或旧市镇、城区）包括：埃德尔河畔茹埃、阿巴雷、大欧韦内、伊塞、穆瓦东拉里维耶尔、里亚耶。

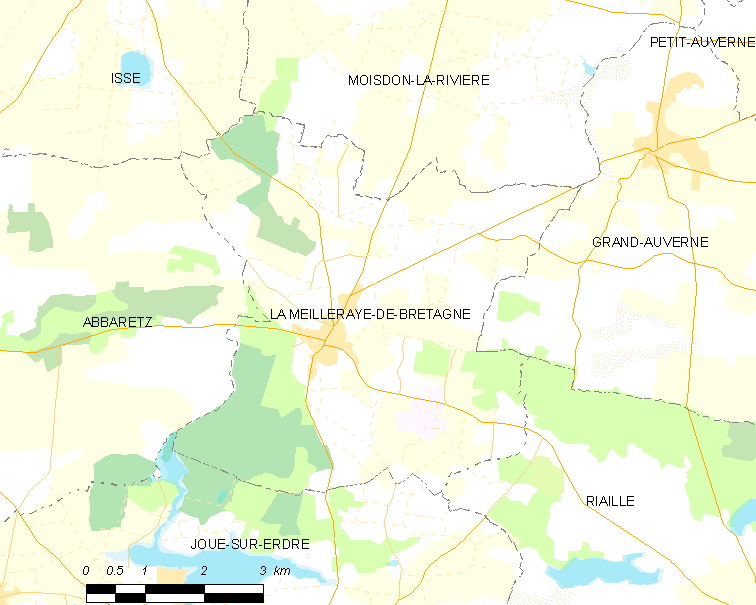
布列塔尼地区拉梅耶赖的OSM定位图

布列塔尼地区拉梅耶赖的时区为UTC+01:00、UTC+02:00（夏令时）。

## 行政
布列塔尼地区拉梅耶赖的邮政编码为44520，INSEE市镇编码为44095。

## 政治
布列塔尼地区拉梅耶赖所属的省级选区为沙托布里扬县。

## 人口

1962-2008年间布列塔尼地区拉梅耶赖人口变化图示

布列塔尼地区拉梅耶赖于2022年1月1日时的人口数量为1587人。